# Neomarica glauca
Neomarica glauca är en irisväxtart som först beskrevs av Moritz August Seubert och Friedrich Wilhelm Klatt, och fick sitt nu gällande namn av Thomas Archibald Sprague. Neomarica glauca ingår i släktet Neomarica och familjen irisväxter. Inga underarter finns listade i Catalogue of Life.